# 浦山珠美
浦山 珠美（うらやま たまみ、1943年1月5日 - ）は、日本の女優。東宝に所属していた。

## 出演

### 映画
※すべて東宝配給作品
- 暗黒街の牙（1962年、福田純監督） - 受付の娘B
- 六本木の夜 愛して愛して（1963年、岩内克己監督） - 女子学生C
- ホノルル・東京・香港（1963年、千葉泰樹監督） - レジスター
- 太陽は呼んでいる（1963年、須川栄三監督） - きく
- 江分利満氏の優雅な生活（1963年、岡本喜八監督） - 女子社員
- やぶにらみニッポン（1963年、鈴木英夫監督） - 給仕
- クレージー映画
  - 香港クレージー作戦（1963年、杉江敏男監督） - スチームバス嬢[注釈 1]
  - 日本一のホラ吹き男（1964年、古澤憲吾監督） - 事務員D
  - 無責任遊侠伝（1964年、杉江敏男監督） - 花嫁
  - 日本一のゴマすり男（1965年、古澤憲吾監督） - 正子
  - クレージー黄金作戦（1967年、坪島孝監督） - 筒井
  - 日本一の男の中の男（1967年、古澤憲吾監督） - 小野子家の女中
  - クレージーメキシコ大作戦（1968年、坪島孝監督） - 大林令子
  - 奇々怪々 俺は誰だ?!（1969年、坪島孝監督） - 福田とみ子
  - 日本一のショック男（1971年、坪島孝監督） - テレビの女優
- 乱れる（1964年、成瀬巳喜男監督）- バーのホステス
- ああ爆弾（1964年、岡本喜八監督） - 映画館のモギリ
- 裸の重役（1964年、千葉泰樹監督） - 女子部員A子
- 西の王将・東の大将（1964年、古澤憲吾監督） - みつ子
- 万事お金（1964年、松林宗恵監督） - トミ子
- 三大怪獣 地球最大の決戦（1964年、本多猪四郎監督） - 新婦[3][1]
- 社長シリーズ（松林宗恵監督）
  - 社長忍法帖（1965年） - 岩戸邸の女中
  - 続・社長忍法帖（1965年、松林宗恵監督） - 岩戸屋のお手伝いさん
  - 続・社長行状記（1966年） - ふみ子
  - 続・社長千一夜（1967年） - はる子（庄司屋のお手伝）
  - 続・社長繁盛記（1968年） - とき子
  - 社長えんま帖（1969年） - 松子
  - 続・社長えんま帖（1969年） - 松子
  - 続・社長学ABC（1970年） - 網野邸女中
- 侍（1965年、岡本喜八監督） - 相撲屋の女中
- ここから始まる（1965年、坪島孝監督） - 地蔵の信者
- おれについてこい!（1965年、堀川弘通監督） - つる子
- 血と砂（1965年、岡本喜八監督） - 慰安婦B
- 女の中にいる他人（1966年、成瀬巳喜男監督） - 女A
- 狸シリーズ
  - 狸の王様（1966年、山本嘉次郎監督） - グラマーの女
  - 狸の休日（1966年、山本嘉次郎監督） - 女工風の女A
- ひき逃げ（1966年、成瀬巳喜男監督） - 楓林女B
- あこがれ（1966年、恩地日出夫監督） - 太田先生
- お嫁においで（1966年、本多猪四郎監督） - 東京タクシー会計係
- 落語野郎 大爆笑（1967年、杉江敏男監督） - お雪
- 殺人狂時代（1967年、岡本喜八監督） - ウインクする狂人
- 伊豆の踊子（1967年、恩地日出夫監督） - 温泉宿の女中
- 坊っちゃん社員 青春でつっ走れ!（1967年、松森健監督） - 病院の受付
- 若大将シリーズ - 房子
  - 日本一の若大将（1962年、福田純監督）- 越智英子のバンドメンバー
  - 南太平洋の若大将（1967年、古澤憲吾監督）
  - ニュージーランドの若大将（1969年、福田純監督）
- でっかい太陽（1967年、松森健監督） - バスの車掌
- 爆笑野郎 大事件（1967年、鈴木英夫監督） - おたま（女中）
- 乱れ雲（1967年、成瀬巳喜男監督）- 喫茶店の店員
- 燃えろ!太陽（1967年、松森健監督） - 梅丸（芸者）
- ドリフターズですよ!前進前進また前進（1967年、和田嘉訓監督） - 若い女B
- めぐりあい（1968年、恩地日出夫監督） - 売店の女
- ザ・タイガース 世界はボクらを待っている（1968年、和田嘉訓監督） - 看護婦
- サラリーマン悪党術（1968年、須川栄三監督） - 令子
- ブラック・コメディ ああ!馬鹿（1968年、須川栄三監督） - 矢島節子
- 水戸黄門漫遊記（1969年、千葉泰樹監督） - あひる
- 喜劇　頑張れ!日本男児（1970年、石田勝心監督） - 恵子
- バツグン女子高校生 16才は感じちゃう（1970年、松森健監督） - 塚本房子
- 激動の昭和史 沖縄決戦（1971年、岡本喜八監督）
- 紙芝居昭和史 黄金バットがやって来る（1972年、石田勝心監督） - 女給
- 卒業旅行 Little Adventurer（1973年、出目昌伸監督） - 芸妓

### テレビ
- 青春とはなんだ 第2話「こんにちわ学生諸君!」（1965年、松森健監督、NTV） - 大原先生
- 三匹の侍 第4シリーズ 第17話「悪童ども」（1967年、荒井忠監督、CX）
- 快獣ブースカ 第13話「マッハ・ブースカ号」（1967年、満田かずほ監督、NTV） - 車の女